# Ribarice
Ribarice (cyr. Рибарице) – wieś w Serbii, w okręgu maczwańskim, w mieście Loznica. W 2011 roku liczyła 337 mieszkańców.